# Наркоманія в Україні
2013 року Управління ООН з наркотиків та злочинності обрало Україну серед 24 країн, що потребують першочергової допомоги через високий рівень вживання ін'єкційних наркотиків та поширеність ВІЛ серед тих, хто вживає такі наркотики.
За даними незалежних експертів, кількість наркозалежних в Україні — 1,5-2 мільйона осіб, що в десятки разів перевищує різні офіційні цифри. У 2010 році МВС констатувало, що кожен із семи тяжких злочинів вчинено у сфері обігу наркотиків.
2010 року Міністерство охорони здоров'я повідомило, що «від 8 % до 26 % школярів у віці 13-16 років пробували наркотики хоча б один раз». Нині наркозалежність помолодшала до 10-11 років. Останніми роками Україна послідовно прямує до національної катастрофи: кількість наркозалежних зростає в геометричній прогресії.
Станом на 2021 рік загальна кількість людей, які вживають наркотики, за різними оцінками, може становити понад 1 мільйон людей.

## Люди, які вживають ін'єкційні наркотики
Згідно з оціночними даними, кількість людей, які вживають наркотики ін'єкційно, в Україні становить від 278 до 387 тисяч осіб. Це найбільш численна група наркозалежних у Європі, за винятком Росії. Поширеність вживання ін'єкційних наркотиків в Україні щонайменше утричі перевищує середньосвітовий рівень, і становить від 0,88 % до 1,22 % (при середньосвітовому рівні у 0,31 %).
У 2019 році, за дослідженнями МБФ «Альянс громадського здоров'я», оціночна кількість людей, які вживають ін'єкційні наркотики, становить 350 тисяч осіб, із них 317 тис. проживають на території, підконтрольній Україні.
Складним і табуйованим в Україні залишається питання жіночої наркозалежності. Як свідчать дослідження, оціночна кількість жінок, які вживають наркотики ін'єкційно, становить понад 115 тис. осіб.
За свідченнями організацій, що працюють із наркозалежними жінками, найбільш поширеними проблемами є доступ до програм замісної-підтримувальної терапії (визнаного у світі методу лікування залежності від ін'єкційних наркотиків), зокрема труднощі з транспортом через обмеження у зв'язку із COVID-19; зростання домашнього насильства, у тому числі через карантин; відсутність надання медичної допомоги та дискримінація медичними працівниками через діагноз «наркозалежність»; незаконне позбавлення батьківських прав; порушення прав працівниками правоохоронних органів тощо.
Особливо гостро в Україні відчуваються проблеми доступу наркозалежних жінок до замісної підтримувальної терапії (ЗПТ), медичної допомоги та у питаннях позбавлення батьківських прав. Наразі непоодинокі випадки, коли органи соціальної опіки забирають дітей, дізнавшись про діагноз «наркозалежність», і це відбувається попри лікування жінки медичними препаратами ЗПТ та повну відмову від наркотиків.
За даними опитування БФ «Надія та Довіра» та Всеукраїнського об'єднання наркозалежних жінок «ВОНА», 75 % наркозалежних жінок в Україні стикаються із дискримінацією. Найбільше опитаних жінок стикались із порушенням своїх прав працівниками Національної поліції України (41 %), 36 % жінок мали досвід відмови в наданні медичної допомоги у зв'язку з тим, що вживають/вживали наркотики, кожна третя опитана наркозалежна жінка вважає себе жертвою домашнього насильства (психологічного, економічного та фізичного).
Також, згідно із дослідженнями, наркозалежні жінки, а саме ті, які вживають наркотики ін'єкційно, є більш уразливими до ВІЛ, ніж чоловіки тієї самої вікової групи. Жінки з більшою ймовірністю є фінансово залежними, не мають постійного доходу, зайняті у домашньому господарстві, турбуються про дітей, а «важливі» рішення приймають за участі чоловіка або партнера. Традиційний розподіл обов'язків у сім'ї може бути бар'єром до отримання жінкою медичних послуг, зокрема пов'язаних із ВІЛ, в достатньому обсязі.

## Державні програми
Станом на 2021 рік, в Україні діють програми, спрямовані на підтримку людей, які живуть із наркозалежністю. Мова йде про програму замісної підтримувальної терапії (ЗПТ) і програми зменшення шкоди (ЗШ). Ці вузькоспрямовані кроки запобігають поширенню ВІЛ і зменшують шкоду, пов'язану із вживанням психоактивних речовин, особливо ін'єкційних наркотиків. Програми фінансуються коштом державного бюджету та реалізуються за підтримки міжнародних донорів.
Також в Україні працює Національна гаряча лінія з питань наркозалежності та ЗПТ. Звернутися по допомогу можуть як самі наркозалежні, так і родичі хворих.
З 1993 по 2013 роки існувала Національна координаційна рада боротьби з наркоманією при Кабінеті Міністрів України — консультативно-дорадчий орган уряду України. Ліквідована згідно з Постановою КМУ від 13 березня 2013 року № 180 Ця рада була утворена з метою забезпечення спрямування і координації зусиль органів виконавчої влади і громадських організацій для боротьби з наркоманією як соціальним явищем.

## Наркоманія і поширення ВІЛ/СНІДу
Згідно зі спільними даними ООН, ВООЗ, українського Міністерства охорони здоров'я та Міжнародного Альянсу з ВІЛ/СНІД в Україні, у 2013 році кількість українців, які живуть із ВІЛ, становить 201 тисячу осіб.
Станом на 2013 рік поширеність ВІЛ-інфекції серед тих, хто споживає ін'єкційні наркотики, удвічі перевищує світовий показник у 11,5 % і є однією із найвищих у Європі. У деяких регіонах України поширеність ВІЛ серед наркозалежних є ще вищою, — у Миколаївській області цей показник сягає 43,8 %, у Дніпропетровській — 41,3 %, у Чернігівській — 37,5 %.
У 2019 році у структурі шляхів передачі ВІЛ-інфекції переважав статевий шлях (73,6 %), проте актуальність парентерального шляху (під час введення наркотичних препаратів) продовжує зберігатися. За даними офіційної реєстрації, частка випадків інфікування ВІЛ через вживання ін'єкційних наркотиків збільшилася з 24,0 % у 2018 до 25,8 % у 2019 році (PHC, 2020).
В Україні реалізується низка програм, що орієнтовані на людей, які вживають ін'єкційні наркотичні речовини, та протидіють поширенню ВІЛ/СНІДу. Активності впроваджуються силами неурядових організацій за підтримки МБФ «Альянс громадського здоров'я», зокрема було докладено значних зусиль для виявлення випадків ВІЛ-інфекції та надання послуг з кейс-менеджменту для початку прийому антиретровірусної терапії (АРТ). Багаторічна підтримка людей, які вживають ін'єкційні наркотичні речовини шляхом реалізації програм профілактики дала відчутний результат — поширеність ВІЛ серед людей, які вживають наркотики ін'єкційно, порівняно з 2007 роком знизилася із 27 % до 22,6 % в усіх вікових групах та з 29,1 % до 5 % серед представників досліджуваної групи молодше 25 років. Разом з тим, лише 59 % від оціночної чисельності було охоплено програмами профілактики (близько 204 тис. осіб) і лише 58 % ВІЛ-позитивних представників цієї групи знають про свій статус. Слід відзначити, що серед ВІЛ-позитивних наркозалежних, які є клієнтами профілактичних програм, рівень обізнаності щодо свого ВІЛ-статусу є набагато вищим (81 %), ніж серед тих, хто не охоплений профілактикою (37 %). Відповідно відрізняється і рівень охоплення АРТ: 57 % проти 21 %. Зважаючи на це, необхідним є запровадження нових механізмів залучення хворих до програм профілактики та тестування на ВІЛ, мінімізуючи бар'єри уникання звернення за цими послугами та вдосконалюючи існуючі інтервенції й комунікаційні кампанії.